# Saison 6 de Femmes de loi
Cet article présente le guide de la sixième saison de la série télévisée Femmes de loi.
| N° | # | Titre              | Réalisation    | Scénario                             | Première diffusion |
| --- | - | ------------------ | -------------- | ------------------------------------ | ------------------ |
| 23 | 1 | Promotion mortelle | Etienne Dhaene | Martin Guyot                         | 16 octobre 2006    |
| Marine, employée de la société Natalym, est retrouvée morte à l'issue d'un stage de motivation dans la forêt de Fontainebleau. La meilleure piste semble être celle d'un maniaque sexuel dont la présence avait déjà été signalée dans les parages, mais Elisabeth réalise très vite que la victime ne s'était pas faite que des amis dans la société. Si Marie Balaguère a du mal à se faire à l'idée que le meurtre ait un quelconque lien avec les rivalités dans l'entreprise, elle doit cependant très vite se rendre à l'évidence: la promotion imminente de Marine au poste de directrice générale avait attisé les convoitises dans une société dont le PDG appuie un peu trop sur les nerfs de ses employés... |   |                    |                |                                      |                    |
| 24 | 2 | Paroles interdites | Gérard Marx    | Céline et Martin Guyot               | 26 mars 2007       |
| Psychanalyste reconnu, Carl Vigeant est avant tout un enfant abandonné durant son enfance, gardant les sequelles de son placement dans un foyer de la DDASS. S'il a pris sa revanche sur la vie, il ne semble pas s'être complètement remis de cet abandon. Lorsque l'une de ces patientes lui confesse avoir abandonné un enfant étant jeune, son mal-être remonte à surface et il semble prêt à tout pour l'évincer... |   |                    |                |                                      |                    |
| 25 | 3 | Cantine mortelle   | Gérard Marx    | Bertrand Victor et Fabrice de Costil | 18 juin 2007       |
| À la suite de ce qui aurait dû seulement être une histoire d'intoxication alimentaire à grande échelle dans une cantine, Elisabeth et Marie se retrouvent au cœur d'une affaire criminelle. Marc Cayon, un grand homme d'affaires âgé de trente-cinq ans est retrouvé mort victime d'un empoisonnement qui se révèlera très vite criminel. Devant les mobiles les plus incroyables dans l'entourage du défunt, nos femmes de loi vont tout tenter pour démasquer le véritable coupable. |   |                    |                |                                      |                    |